# Катангарське сільське поселення
Катанга́рське сільське поселення (рос. Катангарское сельское поселение) — сільське поселення у складі Петровськ-Забайкальського району Забайкальського краю Росії.
Адміністративний центр — село Катангар.

## Населення
Населення сільського поселення становить 565 осіб (2019; 631 у 2010, 739 у 2002).

## Склад
До складу сільського поселення входять:
| Населений пункт                       | Населення, осіб (2002) | Населення, осіб (2010) |
| ------------------------------------- | ---------------------- | ---------------------- |
| Катангар, село                        | 179                    | 158                    |
| Кукун, село                           | 6                      | 4                      |
| Лісоучасток Катангар, населений пункт | 341                    | 256                    |
| Орсук, село                           | 213                    | 213                    |